# 705 Erminia
705 Erminia este un asteroid din centura principală, descoperit pe 6 octombrie 1910, de Emil Ernst.